# Поляна (Добромильська міська громада)
Поля́на — село в Україні, у Самбірському районі Львівської області. Населення становить 240 осіб (1928 р. тут проживало 465 осіб, серед яких було 12 євреїв та 42 школярі). Орган місцевого самоврядування — Добромильська міська рада.
Біля східної околиці села розташований замок Гербуртів.